# Énigme aux Folies Bergère
Pour plus de détails, voir Fiche technique et Distribution.
Énigme aux Folies Bergère est un film français réalisé par Jean Mitry, sorti en 1959.

## Synopsis
Double meurtre aux Folies-Bergère ; le commissaire Raffin mène l'enquête, mais les meurtres continuent.

## Fiche technique
- Titre : Énigme aux Folies Bergère
- Réalisation : Jean Mitry
- Scénario : Gloria Phillips, d'après le roman de Léo Malet
- Photographie : Paul Fabian
- Montage : Paulette Robert
- Son : Jean Bonnafoux
- Musique : Jerry Mengo
- Société de production : Gimeno-Phillips Films
- Société de distribution : Les Films Marbeuf
- Production : Linette Phillips
- Pays d'origine :  France
- Format : Noir et blanc - Mono - 35 mm
- Genre : Policier
- Durée : 82 minutes
- Date de sortie : France, 23 septembre 1959

## Distribution
- Bella Darvi : Solange
- Franck Villard : Le commissaire Raffin
- Dora Doll : Clara
- Armand Mestral : Armand - le chauffeur
- Linda Roméo : Une danseuse
- Jean Tissier : Le régisseur
- Jean Brochard
- René Novan : L'inspecteur
- Claude Godard
- Maximilienne : Mme Rosenthal
- Marcel Pérès
- Charles Lemontier : Courvoisier
- Adrienne Servantie
- Liliane Robin : Dora
- Patrick Roussel
- Olivier Mathot
- André Vargas
- Sandrine : Jacky Janin
- Les Ballets de Doris
- Dorothée Blank :
- Sacha Briquet :
- Georgina :
- Yvonne Ménard :

## À propos du film et de son réalisateur
« Énigme aux Folies Bergère a été adapté à l'écran. J'ai été épouvanté de voir le résultat. Mais en même temps, j'ai été très content, parce que le metteur en scène était un de ces théoriciens qui nous coupent un poil du cul en quatre pour nous expliquer comment avoir du talent et qui ne sont pas foutus de se servir de la caméra qu'on leur a mis entre les mains. »  
Léo Malet, entretien avec François Guérif et Jean-Paul Gratias, réalisé en 1972 et cité dans Ciné Miscellanées (Payot, 2007, p. 323)